# Vidalia, Louisiana
Vidalia är administrativ huvudort i Concordia Parish i Louisiana. Vid 2010 års folkräkning hade Vidalia 4 299 invånare.